# Lois Auroux
Pour les articles homonymes, voir Loi travail.
Les lois Jean Auroux sont un ensemble de quatre lois modifiant de manière importante le droit du travail en France, promulguées au cours de l'année 1982 par le gouvernement Mauroy II lors du premier mandat de François Mitterrand.
Il s'agit de la loi no 82-689 relative aux libertés des travailleurs dans l’entreprise (promulguée le 4 août 1982), de la loi no 82-915 relative au développement des institutions représentatives du personnel (promulguée le 28 octobre 1982), de la loi n° 82-957 relative à la négociation collective et au règlement des conflits du travail (promulguée le 13 novembre 1982), et enfin de la loi no 82-1097 relative aux comités d’hygiène, de sécurité et des conditions de travail (promulguée le 23 décembre 1982). Elles portent le nom du ministre français du Travail du gouvernement Mauroy II qui a supervisé leur élaboration, Jean Auroux, par ailleurs maire socialiste de Roanne.

## Histoire
Dans la foulée de l'élection de François Mitterrand à la présidence de la République française en mai 1981, Jean Auroux, jusque-là député de la Loire, est nommé ministre du Travail, rédige un rapport sur « les droits des travailleurs », dans lequel il affirme notamment que « les travailleurs doivent être citoyens à part entière dans l'entreprise » et se donne pour objectif de « promouvoir une démocratie économique fondée sur de nouvelles relations du travail […] et sur l'élargissement du droit des travailleurs ». À la suite du rapport, deux ordonnances et quatre lois sont promulguées.

## Contenu
Les lois Jean Auroux avaient comme ambition de transformer profondément les relations de travail en France, et mettaient pour cela l'accent sur la responsabilisation des différents acteurs sociaux, salariés, syndicats et chefs d'entreprise. Leur esprit général peut être résumé par deux grandes idées, déjà présentes dans le rapport sur les nouveaux droits des travailleurs que remit Jean Auroux au président de la République François Mitterrand et au Premier ministre Pierre Mauroy en septembre 1981, et qui les préfigurait. La première d'entre elles était l'idée d'une extension de la citoyenneté à la sphère de l'entreprise : « citoyens dans la cité, les travailleurs doivent l’être aussi dans leur entreprise ». La seconde était que le droit du travail devait stimuler les initiatives individuelles et collectives, et non pas les brider. Récusant l'idée « de mettre en place une législation pesante composée de blocages », le rapport affirmait ainsi que « les travailleurs doivent devenir les acteurs du changement dans l’entreprise ».
Ces quatre lois modifièrent le code du travail de l'époque dans une proportion d'environ un tiers, soit plus de 300 articles. Parmi les principales innovations qu'elles introduisaient, citons entre autres :
- L'encadrement du pouvoir disciplinaire du chef d'entreprise et du règlement intérieur, au moyen notamment de l'interdiction de toute discrimination : « aucun salarié ne peut être sanctionné ou licencié en raison de ses opinions politiques, de ses activités syndicales ou de ses convictions religieuses » (loi du 4 août 1982).
- La création d'un droit d'expression des salariés sur leurs conditions de travail (loi du 4 août 1982).
- L'attribution d'une dotation minimale de fonctionnement au comité d'entreprise égale à 0,2 % de la masse salariale brute (loi du 28 octobre 1982).
- L'instauration d'une obligation annuelle de négocier dans l'entreprise, sur les salaires, la durée et l'organisation du travail (loi du 13 novembre 1982).
- La création du comité d'hygiène, de sécurité et des conditions de travail (CHSCT), qui fusionne et remplace le comité d’hygiène et de sécurité et la commission d’amélioration des conditions de travail, qui existaient précédemment (loi du 23 décembre).
- L'instauration d'un droit de retrait du salarié en cas de situation de danger grave et imminent (loi du 23 décembre 1982).

Préalablement à la mise en place de ces lois, deux ordonnances venaient compléter le processus : celle du 16 janvier 1982 relative à la durée du travail, qui abaisse la durée de travail à 39 heures et instaure une cinquième semaine de congés payés, et celle du 25 mars 1982, abaissant l'âge de la retraite à 60 ans.

## Analyse
Ces lois sont fortement marquées par l'influence de la deuxième gauche, et plus particulièrement de la CFDT, qui fut la source d'inspiration majeure du ministère du Travail. Très largement rédigées par Martine Aubry, alors membre du cabinet de Jean Auroux, elles sont héritières de la pensée sociale chrétienne de gauche incarnée par Jacques Delors.

### Sources et bibliographie
- Jean Auroux, Les droits des travailleurs : Rapport au président de la république et au premier ministre, Paris, La Documentation française, septembre 1981, 82 p. (lire en ligne).
- Jacques Le Goff, Les lois Auroux, 25 ans après : 1982-2007, Presses universitaires de Rennes, 2008.
- Jean Auroux, l'homme des lois — Entretiens avec Patrick Gobert — Livre d'entretiens consacré à Jean Auroux paru en février 2012.